# 이치촌 (히로시마현 후카야스군)
이치촌(일본어: 市村)은 일본 히로시마현 후카야스군에 있던 촌이다. 현재의 후쿠야마시에 해당한다.